# Otto Jespersen
Otto Jespersen (Randers, 16 de abril de 1860-Copenhague, 30 de abril de 1943) fue un lingüista y filólogo danés.

## Carrera
Estudió fonética y gramática en París, Berlín, Leipzig y Londres, lo que supuso una amplia y sólida formación.
Con Paul Passy fue fundador de la Asociación Fonética Internacional. Fue un defensor del desarrollo de lenguas auxiliares internacionales. En 1907 participó en la creación del lenguaje Ido y en 1928 él mismo fue el creador de la lengua Novial, una lengua auxiliar desarrollada para mejorar el Ido. También participó y colaboró en la elaboración de Interlingua.
Hacia 1890 propuso un método directo de enseñanza de las lenguas, basado en su propia experiencia como aprendiz, pionero en la renovación de las metodologías didácticas de enseñanza de segundas lenguas.
En 1893 accedió a la cátedra de lengua inglesa en la Universidad de Copenhague, cátedra que ocupó hasta 1925, cuando se retiró.
Participó activamente en todos los debates que la lingüística desarrolló en su tiempo, siendo uno de los baluartes de las bases científicas de la lingüística moderna. Intuyó la noción de fonema e ideó un sistema de transcripción fonética.
Se opuso a algunas de las ideas básicas de Ferdinand de Saussure, como la distinción entre diacronía y sincronía o entre lengua y habla[cita requerida].

## Obra
- Progress in Language, with Special Reference to English (1894); es este libro defiende que las lenguas están continuamente evolucionando (progreso lingüístico), adecuándose a los hablantes, tesis que contradecía la opinión imperante.
- Modern English Grammar on Historical Principles, monumental obra en siete volúmenes, escrita entre 1909 y 1949 (se acabó póstumamente). Supone una obra de referencia para la lingüísitica en inglés del siglo XX.
- Creó, a finales de los años 1920, una lengua artificial auxiliar, el novial, en un momento en el que se creía en la posibilidad de lenguas universales.
- Language, its nature, Development and Origin (1922), en el que propugna una gramática nocional, basada en la existencia de categorías universales en las lenguas.
- Analitic Syntax (1937).